# Dubovec (Gornja Stubica)
Dubovec falu Horvátországban Krapina-Zagorje megyében. Közigazgatásilag Gornja Stubicához tartozik.

## Fekvése
Zágrábtól 24 km-re északra, községközpontjától 6 km-re északkeletre a Horvát Zagorje területén a megye délkeleti részén fekszik.

## Története
A falu plébániatemplomát 1669-ben említik először, de minden bizonnyal már a 15. században is állt. Ebből az időből származik féltve őrzött Mária-szobra.
A településnek 1857-ben 328, 1910-ben 645 lakosa volt. Trianonig Zágráb vármegye Stubicai járásához tartozott. 2001-ben 408 lakosa volt.

## Nevezetességei
Boldog Alojzije Stepinac és a Boldogságos Szűzanya tiszteletére szentelt plébániatemploma középkori eredetű, először 1669-ben említik falazott épületként, mely a régi fatemplom helyén épült. Az 1880-as földrengésben súlyosan megrongálódott, de újjáépítették, és a 20. században bekövetkezett radikális átalakítások ellenére a nagyrészt megőrizte a 17. századi formáját. Az alaprajzi-térbeli elrendezés az elöl álló harangtoronyból és a négyszögletes hajóból áll, amelyet háromoldalú apszis zár le. A szentélytől délre található a sekrestye. A külsőt a piramis alakú bádogsapkával borított harangtorony uralja, a homlokzatok pedig simák, építészeti díszítés nélkül. Legféltettebb kincse a 15. századból származó fából faragott Mária-szobra.

## Külső hivatkozások
Gornja Stubica község honlapja